# Constantin Noica
Constantin Noica (/kon.stan'tin 'noj.ka/) (12 de julio de 1909, Vităneşti, Teleorman - 4 de diciembre de 1987, Sibiu) fue un filósofo y ensayista rumano, de origen arrumano. Sus preocupaciones abarcaron todo el ámbito de la filosofía, desde la epistemología, la filosofía de la cultura, la axiología y la antropología filosófica, hasta la ontología y la lógica, y desde la historia de la filosofía hasta la filosofía sistemática, desde la filosofía antigua hasta la contemporánea, y desde la traducción e interpretación hasta el criticismo y la creación.

## Biografía
Estudió en los institutos Dimitrie Cantemir, respectivamente Spiru Haret, los dos de Bucarest. En Spiru Haret tuvo como profesor a Dan Barbilian (con el pseudónimo Ion Barbu, poeta y matemático). Su debut fue en la revista Vlăstarul, en 1927. Entre 1928 y 1931 estudió en la Facultad de Letras y Filosofía de la Universidad de Bucarest, graduándose en 1931 (tesis: "El problema de la cosa en si en la filosofía de Kant"). En la universidad tuvo como profesor al filósofo Nae Ionescu. 
Trabajó como bibliotecario en el Seminario de Historia de la Filosofía, y atendió los cursos de la Facultad de Matemáticas por un año (1933). Fue miembro de la Asociación Criterion (1932-1934). Sus amigos de ahí, incluyendo a Mircea Eliade, Mihail Polihroniade, y Haig Acterian, apoyaron después al Movimiento Legionario.
Después de seguir unos cursos de especialización en Francia, entre 1938-1939 (con una beca recibida del gobierno francés), Noica regresó a Bucarest, donde obtuvo su título de doctor en filosofía, en 1940 (tesis: "Ensayo para la historia del Como es posible que algo sea nuevo", publicada en el mismo año). 
En octubre de 1940 partió hacia Berlín como revisor en el Instituto Rumano-Alemán, quedándose ahí hasta 1944. 
En 1949 fue condenado por las autoridades comunistas a residencia forzada en Câmpulung-Muscel, donde quedó hasta 1958. En 1958 fue condenado a 25 años de trabajo forzado, con confiscación de todas sus propiedades. Fue detenido político en Jilava por 6 años, hasta 1964, cuando fue perdonado.
Desde 1965 vivió en Bucarest, donde fue el principal investigador del Centro de Lógica de la Academia Rumana. En su piso de dos habitaciones organizó seminarios acerca de la filosofía de Hegel, Platón y Kant. Entre los participantes estuvieron Sorin Vieru (su compañero del Centro de Lógica), Gabriel Liiceanu y Andrei Pleşu.
Pasó sus últimos 12 años, empezando con 1975, en Păltiniş, cerca de Sibiu. Fue enterrado en el monasterio cercano.

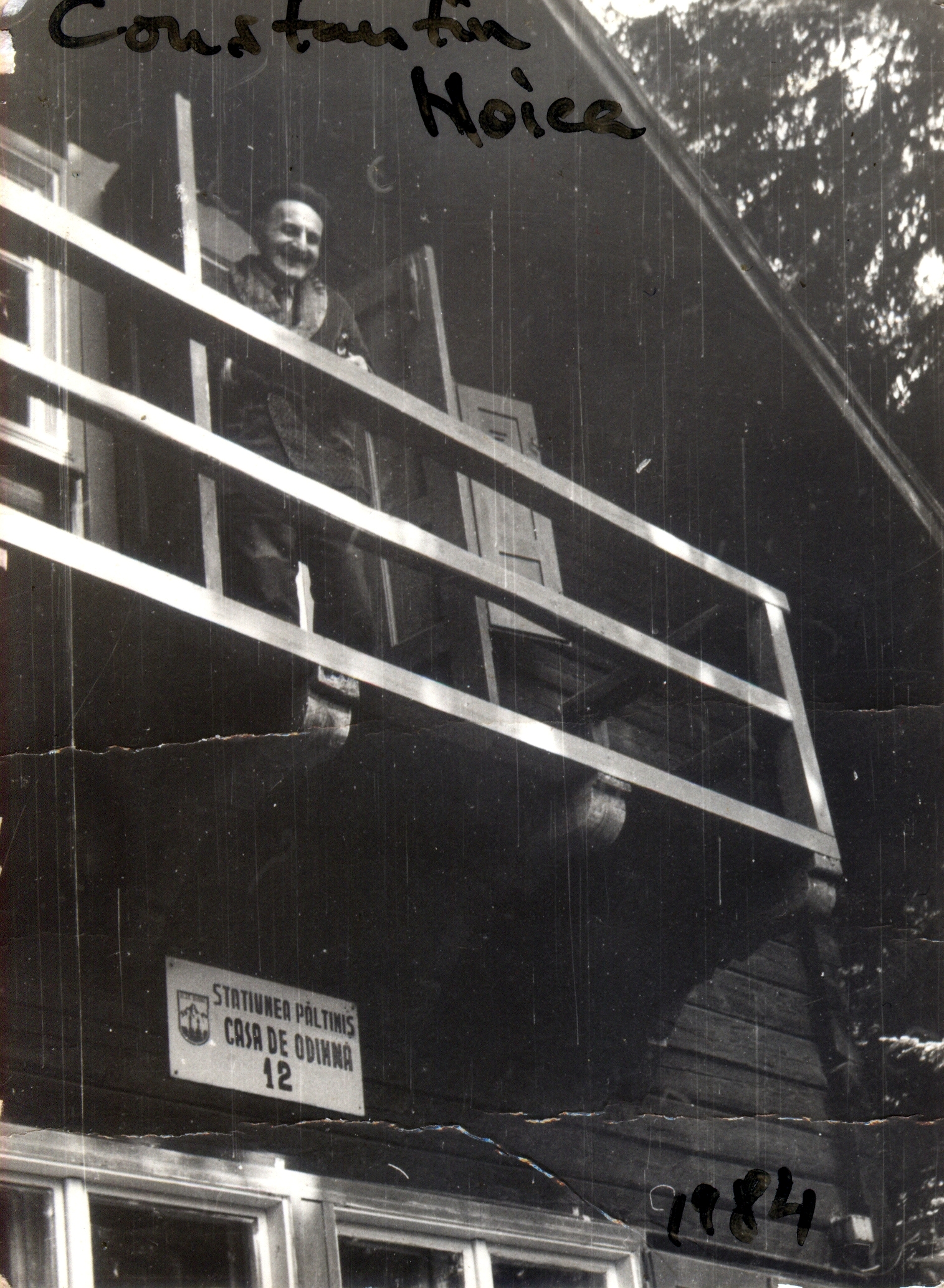
Constantin Noica en agosto de 1984

En 1988 recibió el Premio Herder, y en 1990 (después de la caída del comunismo en Rumania) fue aceptado como miembro post mortem de la Academia Rumana.

## Idiomas y fuentes de filosofía
Noica aprecia los filósofos griegos y alemanes, así como varios escritores rumanos. Él recomienda leer la filosofía, aprender los idiomas clásicos, particularmente el griego antiguo y los idiomas modernos, especialmente el alemán.

## Obras
- 1934 - Mathesis o las alegrías simples ("Mathesis sau bucuriile simple")
- 1936 - Conceptos abiertos en la historia de la filosofía en Descartes, Leibniz y Kant ("Concepte deschise în istoria filozofiei la Descartes, Leibniz şi Kant")
- 1937 - De caelo. Ensayo alrededor del conocimiento y el individuo ("De caelo. Încercare în jurul cunoaşterii şi individului")
- 1937 - La vida y filosofía de René Descartes ("Viaţa şi filozofia lui René Descartes")
- 1940 - Ensayo para la historia del Como es posible que algo sea nuevo ("Schiţă pentru istoria lui Cum e cu putinţă ceva nou")
- 1943 - Dos introducciones y un pasaje al idealismo ("Două introduceri şi o trecere spre idealism")
- 1944 - Diario filosófico ("Jurnal filosofic")
- 1944 - Páginas acerca del alma rumana ("Pagini despre sufletul românesc")
- 1962 - "La fenomenología del espíritu" de G.W.F. Hegel narrado por Constantin Noica ("Fenomenologia spiritului de G.W.F. Hegel istorisită de Constantin Noica")
- 1969 - Veintisiete escalones de lo real ("Douăzeci şi şapte trepte ale realului")
- 1969 - Platon: Lysis
- 1970 - El habla filosófica rumana - El título está basado en un juego de palabras: "rost" = sentido, pero "a rosti" = pronunciar, hablar ("Rostirea filozofică românească")
- 1973 - Creación y belleza en el habla rumana ("Creaţie şi frumos în rostirea românească")
- 1975 - Eminescu o Pensamientos acerca del hombre completo de la cultura rumana ("Eminescu sau Gânduri despre omul deplin al culturii româneşti")
- 1976 - Apartándome de Goethe ("Despărţirea de Goethe")
- 1978 - El sentimiento rumano del ser ("Sentimentul românesc al fiinţei")
- 1978 - Seis enfermedades del espíritu contemporáneo. El espíritu rumano a la conjuntura del tiempo ("Şase maladii ale spiritului contemporan. Spiritul românesc în cumpătul vremii")
- 1980 - Narraciones acerca del hombre, siguiendo a la Fenomenología del espíritu de Hegel ("Povestiri despre om")
- 1981 - El devenir en el ser ("Devenirea întru fiinţă", vol. 1: "Încercare asupra filozofiei tradiţionale", vol. 2: "Tratat de ontologie")
- 1984 - Tres introducciones al devenir en el ser ("Trei introduceri la devenirea întru fiinţă")
- 1986 - Cartas sobre la lógica de Hermes ("Scrisori despre logica lui Hermes")
- 1988 - De dignitate Europae (en alemán)
- 1990 - Rezad por el hermano Alejandro ("Rugaţi-vă pentru fratele Alexandru")
- 1991 - Diario de ideas ("Jurnal de idei")
- 1992 - Ensayos de domingo ("Eseuri de duminică")
- 1992 - Simples introducciones a la bondad de nuestros tiempos ("Simple introduceri la bunătatea timpului nostru")
- 1992 - Introducción al milagro eminesciano ("Introducere la miracolul eminescian")
- 1997 - Los manuscritos de Cîmpulung ("Manuscrisele de la Cîmpulung")
- 1998 - El equilibrio espiritual. Estudios y ensayos (1929-1947) ("Echilibrul spiritual. Studii şi eseuri (1929-1947)")